# Cattedrale ortodossa della Santissima Trinità (Buenos Aires)
La cattedrale ortodossa russa della Santissima Trinità (in spagnolo: Catedral Ortodoxa Rusa de la Santísima Trinidad) è un edificio di culto russo ortodosso di Buenos Aires, capitale dell'Argentina. Sorge nello storico barrio di San Telmo e si affaccia sul Parco Lezama.

## Storia e descrizione
La chiesa fu costruita tra il 1898 ed il 1901, anno in cui fu consacrata, su progetto dell'architetto argentino d'origine norvegese Alejandro Christophersen. Alla cerimonia d'inaugurazione del tempio, celebrata il 6 ottobre 1901, partecipò anche il Presidente dell'Argentina Julio Argentino Roca. Il tempio sorse per far fronte alle esigenze degli immigrati russi che sul finire del XIX secolo si erano insediati a Buenos Aires.